# Mauricio Pinilla
Mauricio Ricardo Pinilla Ferrera (Santiago del Cile, 4 febbraio 1984) è un ex calciatore cileno, di ruolo attaccante.
Durante la sua esperienza al Grosseto, con la cui maglia ha segnato 24 reti in altrettante partite di campionato, è stato soprannominato Pinigol.

## Biografia
Possiede il passaporto italiano in quanto i nonni sono liguri, di Lumarzo (GE).
L'11 giugno 2011 si è sposato a Santiago del Cile con Gisella Gallardo, da cui aveva avuto già due figlie, Agustina Paz (nata nel 2006) e Matilda, nata a Palermo il 16 settembre 2010. Il 14 aprile 2012, a Cagliari, è nato il terzo figlio, Mauricio Alessandro.
In Cile possiede un ranch.

## Caratteristiche tecniche
Era un attaccante completo, robusto e potente, ma discretamente veloce, in grado di difendere bene il pallone grazie alla sua abilità coi piedi e di fare reparto da solo per merito del suo senso della posizione. Bravo di testa e dotato di un tiro potente e preciso, peccava però nella realizzazione dei rigori. Da ragazzo veniva paragonato a Christian Vieri.
Tra i suoi colpi più caratteristici c'è anche la rovesciata (La Chilena): 11 i gol realizzati con questa acrobazia (5 dei quali con la maglia dell'Atalanta). Per questo motivo, alcuni appassionati lo ricordano come "l'uomo che vede il mondo a testa in giù"..
La sua carriera è stata costellata da numerosi infortuni di tipo muscolare che ne hanno limitato le presenze in campo.

## Carriera

### Club

#### Gli esordi con l'Universidad de Chile
Considerato inizialmente il miglior giovane della storia del calcio cileno, più forte di Iván Zamorano (del quale veniva considerato l'erede) e di Marcelo Salas, muove i primi passi da calciatore professionista nell'Universidad de Chile, dove, nelle stagioni 2002 e 2003, realizza 20 gol in 39 partite. Già dall'età di sette anni si occupava di calcio a tempo pieno.

#### La prima esperienza italiana: Inter e Chievo Verona
Nel luglio 2003 viene acquistato dall'Inter per 2.520.000 euro, ben impressionata - soprattutto nella figura del direttore tecnico Marco Branca - dalle sue prestazioni in patria e dalle parole dell'ex attaccante nerazzurro Iván Zamorano, suo procuratore. Della somma totale, il 16,6% va al giocatore mentre il 10% finisce all'agenzia di procuratori "Pass Ball" che gestisce i diritti del giocatore, e della quale fa parte anche lo stesso Zamorano.
Il calciatore viene immediatamente girato in prestito al Chievo. Nella squadra veneta il giovane cileno non riesce a trovare spazio disputando 6 partite in Serie A e 2 in Coppa Italia nella stagione 2003-2004, senza realizzare alcuna rete, prima di rientrare all'Inter dopo cinque mesi. L'esordio nel campionato italiano avviene il 31 agosto 2003, nella prima giornata di campionato in trasferta contro il Brescia (1-1).

#### Il Celta Vigo e l'esordio in Champions League
Nel gennaio 2004 i nerazzurri decidono di cedere il giocatore in prestito agli spagnoli del Celta Vigo per il resto della stagione, in cui colleziona 6 presenze in campionato, 2 in Coppa del Re (con 2 reti, le uniche in questa sua esperienza) e 2 in Champions League, esordendo nella massima competizione internazionale d'Europa in Celta Vigo-Arsenal (2-3); la seconda ed ultima partita in Europa è la gara di ritorno finita 2-0 per gli inglesi.

#### In Portogallo ed in Europa con lo Sporting Lisbona
Nel luglio dello stesso anno viene ceduto dall'Inter, che mantiene comunque una parte del cartellino, ai portoghesi dello Sporting Lisbona per 1.350.000 euro.
Nella stagione 2004-2005 colleziona 16 presenze e 5 reti in campionato (chiuso al terzo posto) e una presenza in Coppa del Portogallo  4 in Coppa UEFA (finalista perdente), esordendo nella partita contro il Rapid Vienna del 16 settembre 2004 (2-0), subentrando a partita in corso. L'esordio in campionato avviene alla prima giornata contro il Gil Vicente (vittoria per 3-2), mentre la prima rete arriva alla decima giornata contro il Boavista, segnando al 92' la rete che chiude l'incontro sul punteggio di 6-1; il 1º maggio 2005, alla 31ª giornata di campionato contro il Braga, segna tutte e tre le reti con cui la sua squadra vince, realizzando la prima tripletta in carriera. In semifinale di Coppa UEFA segna un gol contro l'AZ Alkmaar (il suo unico nella competizione) che il quotidiano "A Bola" chiama "Pinbomba".
Nella stagione 2005-2006 gioca 4 partite di campionato (senza segnare alcuna rete) e la partita del terzo turno preliminare di Champions League contro l'Udinese segnando al 90' la rete del 2-3 che comunque non permette alla sua squadra di passare il turno in virtù della sconfitta anche nella gara di andata. Passati quindi in Coppa UEFA, gioca in entrambe le partite del primo turno contro l'Halmstad, subentrando a partita in corso: il doppio confronto termina 4-4 in totale ed a qualificarsi sono gli svedesi in virtù della regola dei gol fuori casa.

#### Racing Santander: il ritorno in Spagna
Dopo aver realizzato complessivamente 7 reti in 28 presenze con il club portoghese, nel gennaio 2006 viene nuovamente ceduto in prestito, questa volta al Racing Santander, con cui colleziona 13 presenze in campionato andando a segno una sola volta.
Il debutto con la nuova squadra, che a fine anno si salverà per un solo punto (17º posto), arriva il 22 gennaio 2006 alla 20ª giornata contro il Siviglia (sconfitta per 3-2). L'unica rete della stagione arriva alla 25ª giornata contro l'Alavés (2-2), segnando al 26' su calcio di rigore la rete del momentaneo 1-1.

#### Hearts of Midlothian e prestito all'Universidad de Chile
A fine stagione, dopo il rientro a Lisbona, viene ceduto alla squadra scozzese dell'Hearts per 1.350.000 euro; qui, disputa 3 partite di campionato (realizzando 2 gol, alla 5ª e all'8ª giornata), la partita di ritorno del terzo turno preliminare della Champions League (persa per 3-0 contro l'AEK Atene) e quindi le due partite del primo turno di Coppa UEFA contro lo Sparta Praga.
Chiude la sua prima esperienza in Scozia dopo 6 presenze. Le sue prestazioni vengono limitate da un infortunio alla schiena e dunque la società lo cede, in prestito, all'Universidad de Chile, squadra che lo aveva lanciato quattro anni prima. Con i cileni gioca 4 partite segnando 2 gol, quindi fa ritorno all'Hearts, giocandovi 2 partite di campionato (una ad ottobre, l'altra a novembre). Il 7 maggio 2008 rinnova per altri tre anni il contratto con gli scozzesi, mentre il 1º luglio dello stesso anno la società annuncia la rescissione del contratto.

#### Vasco da Gama e Apollon Limassol
Il 17 settembre 2008 si lega ai brasiliani del Vasco da Gama; qui, gioca 3 partite del Campeonato Brasileiro Série A 2008, e a novembre finisce fuori squadra a causa di uno stiramento muscolare; nel gennaio del 2009, dopo quattro mesi, rescinde il contratto con i brasiliani per passare, il 2 febbraio, ai ciprioti dell'Apollōn Limassol: con essi, gioca 5 partite di campionato segnando 2 reti; anche nel corso di questa esperienza accusa alcuni problemi fisici.

#### L'esplosione con il Grosseto
(Il compagno di squadra Filippo Carobbio.)
Nell'estate del 2009, dopo una settimana di prova, convince lo staff tecnico del Grosseto che decide di tesserarlo offrendogli un contratto annuale di 130 000 euro con opzione a favore del club per la stagione successiva. Il calciatore era svincolato ed aveva da poco fallito un provino con i belgi dell'Eupen (club della seconda divisione belga).
Nella stagione 2009-2010, nonostante due infortuni (uno nell'autunno del 2009 di circa un mese, un altro dall'aprile del 2010 fino al termine della stagione che lo ha costretto a un'operazione al ginocchio il 15 aprile 2010) riesce ad eguagliare il record italiano di marcature in partite consecutive (13, dalla 15ª alla 26ª giornata), che in precedenza apparteneva a Gabriel Batistuta (dal 1994-1995), ed a realizzare 24 reti in 24 partite disputate (secondo in classifica marcatori della serie B dietro solo all'empolese Éder autore di 27 centri). L'esordio con la squadra toscana avviene alla seconda giornata di campionato in trasferta contro la Triestina (29 agosto 2009, sconfitta per 1-0), mentre segna la sua prima rete in maglia biancorossa alla quarta giornata, nel pareggio per 1-1 in trasferta contro il Cittadella; gioca anche una partita di Coppa Italia, il derby con il Siena perso per 2-0. Durante la stagione la società ha esercitato il diritto di opzione sul contratto del cileno portandogli l'ingaggio a 200 000 euro.
Il 6 marzo 2010, prima dell'inizio della partita Brescia-Grosseto (2-3), ha esposto insieme al connazionale Nicolás Córdova (militante tra le file degli avversari) uno striscione che recitava «Forza Cile», a sostegno della loro nazione colpita dal terremoto.

#### Il Palermo ed il ritorno in Serie A e in Europa
L'11 giugno 2010 viene ufficializzato il suo trasferimento a titolo definitivo al Palermo, con un contratto della durata di quattro anni a 800 000 euro a stagione. Nella stessa trattativa è rientrata la compartecipazione di Marco Giovio ceduta al Grosseto. Al club toscano sono andati inoltre anche 3 milioni di euro. È il primo calciatore cileno della storia della società rosanero.
Esordisce con la maglia rosanero nell'andata dei play-off di Europa League contro gli sloveni del Maribor (vittoria per 3-0), entrando al 70' al posto di Massimo Maccarone.
Il 29 agosto torna a giocare nella massima serie italiana, dopo le 6 presenze con il Chievo nella Serie A 2003-2004, subentrando ad Abel Hernández al 77' della prima giornata di campionato pareggiata per 0-0 contro il Cagliari. Gioca la prima gara da titolare alla quarta giornata contro la Juventus (vittoria in trasferta per 3-1). È titolare anche nella giornata successiva, in cui segna la sua prima rete sia con la maglia rosanero che nel massimo campionato italiano in Palermo-Lecce (2-2). Il 23 novembre segna il suo primo gol in ambito europeo con la maglia del Palermo nella quinta partita della fase a gironi dell'Europa League pareggiata per 2-2 in casa contro i cechi dello Sparta Praga.
Durante la stagione si ferma spesso per infortuni di vario tipo, e quello più grave è la frattura da stress del quinto metatarso del piede sinistro rimediata in allenamento negli ultimi giorni del dicembre 2010: visitato e poi operato a Villa Stuart dal professor Pier Paolo Mariani, i tempi di recupero sono stati stimati in sessanta giorni. Torna in campo il 27 febbraio 2011 nella partita casalinga contro l'Udinese persa 7-0, subentrando al 74' ad Abel Hernández. Chiude la stagione con 31 presenze e 9 reti complessive, suddivise fra campionato, Coppa Italia (persa in finale contro l'Inter per 3-1) ed Europa League.
Nella stagione 2011-2012 parte titolare perdendo poi il posto anche a causa dei soliti infortuni. Lascia la squadra a gennaio, dopo 13 presenze in campionato con 2 gol ed un'apparizione in Europa League.

#### Il trasferimento al Cagliari
Il 25 gennaio 2012 passa al Cagliari in prestito con diritto di riscatto fissato a 3 milioni di euro, firmando un contratto quadriennale. Voluto dal Presidente Massimo Cellino, debutta in maglia rossoblù tre giorni dopo, giocando titolare in Milan-Cagliari (3-0) della 20ª giornata di campionato. Alla sua seconda presenza realizza la prima rete con i rossoblù, in occasione di Cagliari-Roma (4-2) del 1º febbraio. Il 18 marzo realizza la sua seconda tripletta in carriera segnando tutti i gol (due su calcio di rigore) con cui la sua squadra batte il Cesena nella 28ª giornata. Chiude la stagione con 14 presenze ed 8 gol. Con 10 reti complessive (considerando anche le due realizzazioni col Palermo) supera le 8 marcature in campionato della stagione precedente.
Il 2 luglio 2012 viene riscattato dal Cagliari per 3,2 milioni di euro. Nella stagione 2012-2013, dopo un girone d'andata difficile, inanella migliori prestazioni impreziosite da due doppiette, contro Fiorentina ed Inter. Proprio in quest'ultima partita l'attaccante cileno è protagonista di un episodio controverso: al 17' del secondo tempo un contatto tra Pinilla e il difensore interista Silvestre viene punito dall'arbitro Celi con un calcio di rigore; a fine gara la punta sudamericana dichiara di «essersi buttato appena sentito il tocco con l'avversario», scatenando numerose polemiche. Tuttavia il calciatore non viene squalificato in quanto la simulazione viene giudicata «non evidente». Conclude la stagione con 23 presenze e 7 gol, dei quali 5 su calcio di rigore.
Il rendimento nella stagione 2013-2014 è condizionato da vari infortuni e squalifiche, che comunque non gli impediscono di diventare il capocannoniere della compagine cagliaritana con 7 gol in 26 partite, alcuni dei quali decisivi per la salvezza dei rossoblu.

#### Genoa
Il 7 agosto 2014 viene acquistato dal Genoa firmando un contratto di due anni con opzione per il terzo. Gioca la sua prima partita ufficiale con la maglia del Genoa il 24 agosto nella gara in trasferta contro la Virtus Lanciano valevole per il terzo turno preliminare della Coppa Italia, gara nella quale segna su rigore il gol partita. In campionato fa il suo esordio il 31 agosto successivo, alla prima giornata, segnando il gol del momentaneo 1-1 nella gara poi persa 2-1 contro il Napoli. Il 21 settembre si ripete nella gara casalinga contro la Lazio, segnando il gol vittoria a pochi minuti dal termine, fissando il risultato sull'1-0 e portando il Genoa alla settima vittoria consecutiva in Serie A contro i biancocelesti. Il 26 ottobre, in occasione della gara numero 1600 in Serie A del Genoa, segna la sua terza rete stagionale in campionato siglando il gol che permette alla squadra rossoblù di imporsi per 2-1 al Bentegodi contro il Chievo.

#### Atalanta
L'8 gennaio 2015 viene ufficializzato il suo passaggio all'Atalanta in prestito con obbligo di riscatto fissato a 2 milioni di euro. Fa il suo esordio con la formazione bergamasca alla prima gara utile, giocando da titolare la partita dell'11 gennaio contro il Chievo, terminata 1-1. Il 1º febbraio segna il suo primo gol con la maglia nerazzurra nella partita casalinga vinta per 2-1 contro il Cagliari; il 29 aprile segna invece la sua prima doppietta con la maglia della squadra bergamasca nella partita pareggiata 2-2 contro il Cesena. Chiude la stagione con 6 reti in 14 partite, grazie alle quali viene inoltre convocato per la Coppa America con la sua nazionale.
Il 1º luglio 2015 viene riscattato dall'Atalanta per 2 milioni di euro.

#### Il ritorno al Genoa
Il 5 gennaio 2017 viene ufficializzato il ritorno in prestito con obbligo di riscatto al Genoa; segna il suo primo gol stagionale con la formazione ligure il 18 gennaio, nella partita degli ottavi di finale di Coppa Italia giocata sul campo della Lazio.
Ritorno in Cile
Il 20 luglio 2017, tornerà in Cile dopo 10 anni, tornando nel club della sua infanzia, ovvero, l'Universidad de Chile. La sua stagione di ritorno sarà a dir poco formidabile, segnando 14 reti in 21 gare disputate, dando una mano fondamentale alla squadra.
Il 31 luglio 2018, rescinde ufficialmente con il club cileno.
Coquimbo Unido e ritiro
Il 20 gennaio 2019, dopo due anni nell'Universidad de Chile, firmerà per il Coquimbo Unido con un contratto biennale. Durante la sua permanenza, però, subirà moltissimi infortuni, che ne impediranno le ottime prestazioni riscontrate nel precedente club. Tuttavia, riuscirà comunque ad accumulare in 26 presenze, 8 reti segnate.
Il 19 febbraio 2021, rescinderà con il club e si ritirerà ufficialmente dalle attività calcistiche.

### Nazionale
Ha iniziato la trafila in nazionale nel 2001 partendo con l'Under-17 segnando 5 reti in 3 presenze. Dopo aver disputato 3 incontri con l'Under-20, con cui nel gennaio del 2003 gioca il campionato sudamericano di calcio Under-20, nello stesso anno esordisce in nazionale maggiore, mentre militava nell'Universidad de Chile, esordendo il 30 marzo in un'amichevole contro il Perù vinta per 2-0 e nella quale ha anche segnato andando a rete dopo 4 minuti.
Dopo aver sperato nella convocazione ai Mondiali in Sudafrica, il suo nome non figura tra l'elenco dei 23 convocati dal CT Marcelo Bielsa.
Il 20 agosto 2010 Bielsa e la Federazione cilena diramano la lista dei giocatori militanti in squadre non cilene convocati per l'amichevole del 7 settembre contro l'Ucraina, lista della quale Pinilla torna a far parte dopo oltre due anni. Alla vigilia della partita riporta un infortunio muscolare all'adduttore sinistro che lo costringe a due settimane di stop, rinviando il ritorno in campo con la Roja.
Il 1º marzo 2011 torna ad essere convocato, dal nuovo commissario tecnico Claudio Borghi, per due amichevoli contro Portogallo e Colombia, ma anche stavolta è costretto a dare forfait a causa di una lesione di primo grado del vasto mediale della coscia sinistra.
Il 27 maggio 2011 riceve la pre-convocazione per la Copa América 2011, venendo inserito in una lista di 28 calciatori da cui poi usciranno i 23 definitivi, ma sempre a causa di problemi fisici è costretto a dare forfait e perciò la sua convocazione viene revocata quattro giorni dopo.
Tornato il 28 luglio 2011 fra i convocati per l'amichevole del 10 agosto contro la Francia, è nuovamente costretto a dare forfait a causa di un infortunio patito il giorno stesso in occasione della sfida di andata del terzo turno preliminare di Europa League Palermo-Thun (2-2). Il 22 settembre torna ad essere convocato, precisamente per la partita contro l'Argentina del 7 ottobre valida per le qualificazioni ai Mondiali 2014 che la sua squadra perde per 4-1; stavolta Pinilla gioca, tornando a vestire la maglia della sua Nazionale dopo cinque anni: titolare, ha lasciato il campo al 55' per far spazio a Marcos González.
Nel 2014 viene incluso dal commissario tecnico Jorge Sampaoli nella rosa di 23 giocatori che prendono parte al Campionato mondiale in Brasile, andando anche a segno nell'ultima amichevole di preparazione contro l'Irlanda del Nord. Esordisce nella competizione iridata nella prima partita del primo turno, vinta dalla sua Nazionale per 3-1 sull'Australia, subentrando all'87' al posto di Edu Vargas. Con la Roja si qualifica al secondo turno, prima di uscire agli ottavi contro il Brasile (sconfitta 4-3 dopo i calci di rigore). In questa partita entra in campo alla fine del secondo tempo regolamentare, colpendo in pieno la traversa con un potente tiro da fuori area al 119', quando le squadre erano inchiodate sul risultato di 1-1. Durante la lotteria dei rigori è uno dei tre giocatori cileni (insieme a Sánchez e Jara) a fallire la trasformazione dagli undici metri, permettendo così al Brasile di passare il turno.
Viene convocato per la Coppa America 2015, che tra l'altro si svolge nel suo paese, il Cile e contribuisce con 2 presenze ma senza segnare, a far laureare la sua Nazionale, Campione Sudamericana; non gioca la Finale, dove il Cile ha la meglio sull'Argentina per 4 a 1 ai calci di rigore, dopo che tempi regolamentari e supplementari, non si erano schiodati dallo 0 a 0.
Viene convocato per la Copa América Centenario negli Stati Uniti, vincendo per la seconda volta in carriera questa competizione, ancora una volta dopo una finale ai rigori contro l'Argentina.

## Statistiche

### Presenze e reti nei club
Statistiche aggiornate al 22 novembre 2018.
| Stagione                | Squadra                 | Campionato              | Campionato | Campionato | Coppe nazionali | Coppe nazionali | Coppe nazionali | Coppe continentali | Coppe continentali | Coppe continentali | Altre coppe | Altre coppe | Altre coppe | Totale | Totale |
| Stagione                | Squadra                 | Comp                    | Pres       | Reti       | Comp            | Pres            | Reti            | Comp               | Pres               | Reti               | Comp        | Pres        | Reti        | Pres   | Reti   |
| ----------------------- | ----------------------- | ----------------------- | ---------- | ---------- | --------------- | --------------- | --------------- | ------------------ | ------------------ | ------------------ | ----------- | ----------- | ----------- | ------ | ------ |
| 2002                    | Universidad de Chile    | PD                      | 25         | 10         | -               | -               | -               | -                  | -                  | -                  | -           | -           | -           | 25     | 10     |
| 2003                    | Universidad de Chile    | PD                      | 14         | 10         | -               | -               | -               | -                  | -                  | -                  | -           | -           | -           | 14     | 10     |
| 2003-gen. 2004          | Chievo                  | A                       | 6          | 0          | CI              | 2               | 0               | -                  | -                  | -                  | -           | -           | -           | 8      | 0      |
| gen.-giu. 2004          | Celta Vigo              | PD                      | 6          | 0          | CR              | 2               | 2               | UCL                | 2                  | 0                  | -           | -           | -           | 10     | 2      |
| 2004-2005               | Sporting Lisbona        | PL                      | 16         | 5          | CP              | 1               | 0               | CU                 | 4                  | 1                  | -           | -           | -           | 21     | 6      |
| 2005-gen. 2006          | Sporting Lisbona        | PL                      | 4          | 0          | CP              | 0               | 0               | UCL+CU             | 1+2                | 1+0                | -           | -           | -           | 7      | 1      |
| Totale Sporting Lisbona | Totale Sporting Lisbona | Totale Sporting Lisbona | 20         | 5          |                 | 1               | 0               |                    | 7                  | 2                  |             | -           | -           | 28     | 7      |
| gen.-giu. 2006          | Racing Santander        | PD                      | 13         | 1          | CR              | -               | -               | -                  | -                  | -                  | -           | -           | -           | 13     | 1      |
| 2006-feb. 2007          | Hearts                  | PL                      | 3          | 2          | SC+SLC          | -               | -               | UCL+CU             | 1+2                | 0                  | -           | -           | -           | 6      | 2      |
| 2007                    | Universidad de Chile    | PD                      | 4          | 2          | -               | -               | -               | -                  | -                  | -                  | -           | -           | -           | 4      | 2      |
| 2007-2008               | Hearts                  | PL                      | 2          | 0          | SC+SLC          | -               | -               | -                  | -                  | -                  | -           | -           | -           | 2      | 0      |
| Totale Hearts           | Totale Hearts           | Totale Hearts           | 5          | 2          |                 |                 |                 |                    | 3                  | 0                  |             | -           | -           | 8      | 2      |
| 2008                    | Vasco da Gama           | A                       | 3          | 0          | CB              | -               | -               | -                  | -                  | -                  | -           | -           | -           | 3      | 0      |
| gen.-giu. 2009          | Apollōn Limassol        | Div. A                  | 5          | 2          | CC              | -               | -               | -                  | -                  | -                  | -           | -           | -           | 5      | 2      |
| 2009-2010               | Grosseto                | B                       | 24         | 24         | CI              | 1               | 0               | -                  | -                  | -                  | -           | -           | -           | 25     | 24     |
| 2010-2011               | Palermo                 | A                       | 22         | 8          | CI              | 3               | 0               | UEL                | 6                  | 1                  | -           | -           | -           | 31     | 9      |
| 2011-gen. 2012          | Palermo                 | A                       | 14         | 2          | CI              | 0               | 0               | UEL                | 1                  | 0                  | -           | -           | -           | 15     | 2      |
| Totale Palermo          | Totale Palermo          | Totale Palermo          | 36         | 10         |                 | 3               | 0               |                    | 7                  | 1                  |             | -           | -           | 46     | 11     |
| gen.-giu. 2012          | Cagliari                | A                       | 14         | 8          | CI              | -               | -               | -                  | -                  | -                  | -           | -           | -           | 14     | 8      |
| 2012-2013               | Cagliari                | A                       | 23         | 7          | CI              | 3               | 2               | -                  | -                  | -                  | -           | -           | -           | 26     | 9      |
| 2013-2014               | Cagliari                | A                       | 26         | 7          | CI              | 1               | 1               | -                  | -                  | -                  | -           | -           | -           | 27     | 8      |
| Totale Cagliari         | Totale Cagliari         | Totale Cagliari         | 63         | 22         |                 | 4               | 3               |                    | -                  | -                  |             | -           | -           | 67     | 25     |
| 2014-gen. 2015          | Genoa                   | A                       | 12         | 3          | CI              | 2               | 1               | -                  | -                  | -                  | -           | -           | -           | 14     | 4      |
| gen.-giu. 2015          | Atalanta                | A                       | 14         | 6          | CI              | 0               | 0               | -                  | -                  | -                  | -           | -           | -           | 14     | 6      |
| 2015-2016               | Atalanta                | A                       | 20         | 5          | CI              | 1               | 1               | -                  | -                  | -                  | -           | -           | -           | 21     | 6      |
| 2016-gen. 2017          | Atalanta                | A                       | 4          | 1          | CI              | 0               | 0               | -                  | -                  | -                  | -           | -           | -           | 4      | 1      |
| Totale Atalanta         | Totale Atalanta         | Totale Atalanta         | 38         | 12         |                 | 1               | 1               |                    | -                  | -                  |             | -           | -           | 39     | 13     |
| gen.-giu. 2017          | Genoa                   | A                       | 12         | 0          | CI              | 1               | 1               | -                  | -                  | -                  | -           | -           | -           | 13     | 1      |
| Totale Genoa            | Totale Genoa            | Totale Genoa            | 24         | 3          |                 | 3               | 2               |                    | -                  | -                  |             | -           | -           | 27     | 5      |
| 2017                    | Universidad de Chile    | PD                      | 11         | 7          | CC              | 4               | 2               | -                  | -                  | -                  | -           | -           | -           | 15     | 9      |
| 2018                    | Universidad de Chile    | PD                      | 10         | 7          | CC              | 2               | 2               | CL                 | 5                  | 0                  | -           | -           | -           | 17     | 9      |
| Totale Univ. de Chile   | Totale Univ. de Chile   | Totale Univ. de Chile   | 64         | 36         |                 | 6               | 4               |                    | 5                  | 0                  |             | -           | -           | 75     | 40     |
| Totale carriera         | Totale carriera         | Totale carriera         | 307        | 117        |                 | 23              | 12              |                    | 24                 | 3                  |             | -           | -           | 354    | 132    |

### Cronologia presenze e reti in nazionale
| Cronologia completa delle presenze e delle reti in nazionale ― Cile | Cronologia completa delle presenze e delle reti in nazionale ― Cile | Cronologia completa delle presenze e delle reti in nazionale ― Cile | Cronologia completa delle presenze e delle reti in nazionale ― Cile | Cronologia completa delle presenze e delle reti in nazionale ― Cile | Cronologia completa delle presenze e delle reti in nazionale ― Cile | Cronologia completa delle presenze e delle reti in nazionale ― Cile | Cronologia completa delle presenze e delle reti in nazionale ― Cile |
| Data                                                                | Città                                                               | In casa                                                             | Risultato                                                           | Ospiti                                                              | Competizione                                                        | Reti                                                                | Note                                                                |
| ------------------------------------------------------------------- | ------------------------------------------------------------------- | ------------------------------------------------------------------- | ------------------------------------------------------------------- | ------------------------------------------------------------------- | ------------------------------------------------------------------- | ------------------------------------------------------------------- | ------------------------------------------------------------------- |
| 31-3-2003                                                           | Santiago del Cile                                                   | Cile                                                                | 2 – 0                                                               | Perù                                                                | Amichevole                                                          | 1                                                                   | 60’                                                                 |
| 2-4-2003                                                            | Lima                                                                | Perù                                                                | 3 – 0                                                               | Cile                                                                | Amichevole                                                          | -                                                                   | 26’ 54’                                                             |
| 30-4-2003                                                           | Santiago del Cile                                                   | Cile                                                                | 1 – 0                                                               | Costa Rica                                                          | Amichevole                                                          | -                                                                   | 52’                                                                 |
| 6-9-2003                                                            | Buenos Aires                                                        | Argentina                                                           | 2 – 2                                                               | Cile                                                                | Qual. Mondiali 2006                                                 | -                                                                   | 57’                                                                 |
| 9-9-2003                                                            | Santiago del Cile                                                   | Cile                                                                | 2 – 1                                                               | Perù                                                                | Qual. Mondiali 2006                                                 | 1                                                                   |                                                                     |
| 15-11-2003                                                          | Montevideo                                                          | Uruguay                                                             | 2 – 1                                                               | Cile                                                                | Qual. Mondiali 2006                                                 | -                                                                   | 33’                                                                 |
| 18-11-2003                                                          | Santiago del Cile                                                   | Cile                                                                | 0 – 1                                                               | Paraguay                                                            | Qual. Mondiali 2006                                                 | -                                                                   |                                                                     |
| 18-2-2004                                                           | Città del Messico                                                   | Messico                                                             | 1 – 1                                                               | Cile                                                                | Amichevole                                                          | -                                                                   | 46’                                                                 |
| 30-3-2004                                                           | La Paz                                                              | Bolivia                                                             | 0 – 2                                                               | Cile                                                                | Qual. Mondiali 2006                                                 | -                                                                   | 55’                                                                 |
| 28-4-2004                                                           | Antofagasta                                                         | Cile                                                                | 1 – 1                                                               | Perù                                                                | Amichevole                                                          | -                                                                   |                                                                     |
| 1-6-2004                                                            | San Cristóbal                                                       | Venezuela                                                           | 0 – 1                                                               | Cile                                                                | Qual. Mondiali 2006                                                 | 1                                                                   | 46’ 68’                                                             |
| 5-9-2004                                                            | Santiago del Cile                                                   | Cile                                                                | 0 – 0                                                               | Colombia                                                            | Qual. Mondiali 2006                                                 | -                                                                   |                                                                     |
| 17-11-2004                                                          | Lima                                                                | Perù                                                                | 2 – 1                                                               | Cile                                                                | Qual. Mondiali 2006                                                 | -                                                                   |                                                                     |
| 9-2-2005                                                            | Viña del Mar                                                        | Cile                                                                | 3 – 0                                                               | Ecuador                                                             | Amichevole                                                          | 1                                                                   | 46’                                                                 |
| 26-3-2005                                                           | Santiago del Cile                                                   | Cile                                                                | 1 – 1                                                               | Uruguay                                                             | Qual. Mondiali 2006                                                 | -                                                                   | 22’                                                                 |
| 30-3-2005                                                           | Asunción                                                            | Paraguay                                                            | 2 – 1                                                               | Cile                                                                | Qual. Mondiali 2006                                                 | 1                                                                   |                                                                     |
| 4-9-2005                                                            | Brasilia                                                            | Brasile                                                             | 5 – 0                                                               | Cile                                                                | Qual. Mondiali 2006                                                 | -                                                                   | 59’                                                                 |
| 8-10-2005                                                           | Barranquilla                                                        | Colombia                                                            | 1 – 1                                                               | Cile                                                                | Qual. Mondiali 2006                                                 | -                                                                   | 44’ 80’                                                             |
| 7-10-2006                                                           | Viña del Mar                                                        | Cile                                                                | 3 – 2                                                               | Perù                                                                | Amichevole                                                          | -                                                                   | 68’                                                                 |
| 11-10-2006                                                          | Tacna                                                               | Perù                                                                | 0 – 1                                                               | Cile                                                                | Amichevole                                                          | -                                                                   | 90’                                                                 |
| 15-11-2006                                                          | Viña del Mar                                                        | Cile                                                                | 3 – 2                                                               | Paraguay                                                            | Amichevole                                                          | -                                                                   | 46’                                                                 |
| 7-10-2011                                                           | Buenos Aires                                                        | Argentina                                                           | 4 – 1                                                               | Cile                                                                | Qual. Mondiali 2014                                                 | -                                                                   | 55’                                                                 |
| 11-9-2012                                                           | Santiago del Cile                                                   | Cile                                                                | 1 – 3                                                               | Colombia                                                            | Qual. Mondiali 2014                                                 | -                                                                   | 82’ 87’                                                             |
| 15-10-2013                                                          | Santiago del Cile                                                   | Cile                                                                | 2 – 1                                                               | Ecuador                                                             | Qual. Mondiali 2014                                                 | -                                                                   | 90’                                                                 |
| 5-3-2014                                                            | Stoccarda                                                           | Germania                                                            | 1 – 0                                                               | Cile                                                                | Amichevole                                                          | -                                                                   | 87’                                                                 |
| 30-5-2014                                                           | Santiago del Cile                                                   | Cile                                                                | 3 – 2                                                               | Egitto                                                              | Amichevole                                                          | -                                                                   | 57’                                                                 |
| 4-6-2014                                                            | Valparaíso                                                          | Cile                                                                | 2 – 0                                                               | Irlanda del Nord                                                    | Amichevole                                                          | 1                                                                   | 77’                                                                 |
| 13-6-2014                                                           | Cuiabá                                                              | Cile                                                                | 3 – 1                                                               | Australia                                                           | Mondiali 2014 - 1º turno                                            | -                                                                   | 87’                                                                 |
| 23-6-2014                                                           | San Paolo                                                           | Paesi Bassi                                                         | 2 – 0                                                               | Cile                                                                | Mondiali 2014 - 1º turno                                            | -                                                                   | 81’                                                                 |
| 28-6-2014                                                           | Belo Horizonte                                                      | Brasile                                                             | 1 – 1 dts (3 – 2 dtr)                                               | Cile                                                                | Mondiali 2014 - Ottavi di finale                                    | -                                                                   | 87’ 102’                                                            |
| 6-9-2014                                                            | Santa Clara                                                         | Cile                                                                | 0 – 0                                                               | Messico                                                             | Amichevole                                                          | -                                                                   | 71’                                                                 |
| 14-11-2014                                                          | Talcahuano                                                          | Cile                                                                | 5 – 0                                                               | Venezuela                                                           | Amichevole                                                          | -                                                                   | 85’                                                                 |
| 18-11-2014                                                          | Santiago del Cile                                                   | Cile                                                                | 1 – 2                                                               | Uruguay                                                             | Amichevole                                                          | -                                                                   | 70’                                                                 |
| 5-6-2015                                                            | Rancagua                                                            | Cile                                                                | 1 – 0                                                               | El Salvador                                                         | Amichevole                                                          | -                                                                   | 63’                                                                 |
| 15-6-2015                                                           | Santiago del Cile                                                   | Cile                                                                | 3 – 3                                                               | Messico                                                             | Coppa America 2015 - 1º turno                                       | -                                                                   | 85’                                                                 |
| 24-6-2015                                                           | Santiago del Cile                                                   | Cile                                                                | 1 – 0                                                               | Uruguay                                                             | Coppa America 2015 - Quarti di finale                               | -                                                                   | 71’ 84’                                                             |
| 12-11-2015                                                          | Santiago del Cile                                                   | Cile                                                                | 1 – 1                                                               | Colombia                                                            | Qual. Mondiali 2018                                                 | -                                                                   | 86’                                                                 |
| 24-3-2016                                                           | Santiago del Cile                                                   | Cile                                                                | 1 – 2                                                               | Argentina                                                           | Qual. Mondiali 2018                                                 | -                                                                   | 69’                                                                 |
| 29-3-2016                                                           | Barinas                                                             | Venezuela                                                           | 1 – 4                                                               | Cile                                                                | Qual. Mondiali 2018                                                 | 2                                                                   | 79’                                                                 |
| 28-5-2016                                                           | Viña del Mar                                                        | Cile                                                                | 1 – 2                                                               | Giamaica                                                            | Amichevole                                                          | -                                                                   | 28’ 70’                                                             |
| 2-6-2016                                                            | San Diego                                                           | Messico                                                             | 1 – 0                                                               | Cile                                                                | Amichevole                                                          | -                                                                   | 81’                                                                 |
| 6-6-2016                                                            | Santa Clara                                                         | Argentina                                                           | 2 – 1                                                               | Cile                                                                | Coppa America Centenario - 1º turno                                 | -                                                                   | 68’                                                                 |
| 10-6-2016                                                           | Foxborough                                                          | Cile                                                                | 2 – 1                                                               | Bolivia                                                             | Coppa America Centenario - 1º turno                                 | -                                                                   | 58’                                                                 |
| 2-9-2016                                                            | Asunción                                                            | Paraguay                                                            | 2 – 1                                                               | Cile                                                                | Qual. Mondiali 2018                                                 | -                                                                   | 78’ 81’                                                             |
| 7-9-2016                                                            | Santiago del Cile                                                   | Cile                                                                | 0 – 0                                                               | Bolivia                                                             | Qual. Mondiali 2018                                                 | -                                                                   | 71’                                                                 |
| Totale                                                              |                                                                     | Presenze                                                            | 45                                                                  |                                                                     | Reti                                                                | 8                                                                   |                                                                     |

## Palmarès

### Nazionale
- Coppa America: 2

Cile 2015, USA 2016